# 马伊
马伊，是匈牙利包尔绍德-奥包乌伊-曾普伦州所辖的一个村。总面积11.28平方公里，总人口4175，人口密度370.1人/平方公里（2011年1月1日）。